# Raorchestes uthamani
Espèce
Raorchestes uthamani est une espèce d'amphibiens de la famille des Rhacophoridae.

## Systématique
L'espèce Raorchestes uthamani a été décrite en 2011 par Anil Zachariah (d), K. P. Dinesh (d), E. Kunhikrishnan (d), Sandeep Das (d), David V. Raju (d), Chandrasekharamenon Radhakrishnan (d), Muhamed Jafer Palot (d) et S. Kalesh (d).

## Répartition
Cette espèce est endémique du Kerala en Inde. Elle se rencontre à environ 1 000 m d'altitude dans les districts de Pathanamthitta dans les Ghats occidentaux.

## Description
L'holotype de Raorchestes uthamani, une femelle adulte, mesure 21,3 mm. Son dos est jaune rosé et sa face ventrale blanchâtre.

## Étymologie
Son nom d'espèce, uthamani, lui a été donné en l'honneur de deux naturalistes du Kerala, P.K. Uthaman, ornithologiste, et K.V. Uthaman, agent forestier du Kerala Forests & Wildlife Department, pour leur intérêt et leur aide dans la préservation de la nature.

## Publication originale
- Zachariah, Dinesh, Kunhikrishnan, Das, Raju, Radhakrishnan, Palot &, Kalesh, 2011 : « Nine new species of frogs of the genus Raorchestes (Amphibia: Anura: Rhacophoridae) from southern Western Ghats, India ». Biosystematica, vol. 5, p. 25-48 (lire en ligne).